# Championnats du monde de ski alpin 1987
Navigation
Bormio 1985 Vail 1989
Les championnats du monde de ski alpin 1987 ont eu lieu à Crans Montana, dans le canton du Valais, en Suisse du 27 janvier au 8 février 1987.
Deux ans après Bormio, la moisson de l'équipe de Suisse est encore plus spectaculaire avec 8 titres mondiaux et 14 médailles et rappelle celle des Autrichiens en 1962 et des Français en 1966. Seuls Marc Girardelli (combiné) et Frank Wörndl (slalom) privent la Suisse du grand chelem. Les leaders suisses gagnent chacun 2 titres mondiaux :
- Pirmin Zurbriggen : super-G et géant,
- Maria Walliser : descente et super-G,
- Erika Hess : combiné et slalom.

Le podium du combiné Femmes est le même que celui de 1985 avec Erika Hess, Sylvia Eder et Tamara McKinney. Grâce à une superbe troisième place en descente, Erika Hess remporte un troisième titre consécutif en combiné, un exploit seulement réalisé par Christl Cranz et Marielle Goitschel.
Les skieurs suisses signent une performance unique dans l'histoire du ski en monopolisant les 4 premières places de la descente avec Peter Müller, Pirmin Zurbriggen, Karl Alpiger et Franz Heinzer ! Peter Müller, médaillé d'argent en 1984 et 1985, s'impose enfin dans la discipline reine alors que Pirmin Zurbriggen subit un semi-échec.
Les suissesses Maria Walliser et Michela Figini survolent la descente et signent le doublé.
La victoire de Marc Girardelli dans le combiné est une pause au cœur de la domination suisse.
Le luxembourgeois remporte une discipline qu'il dénigre et bat le favori Pirmin Zurbriggen d'un souffle. Günther Mader complète le podium.
Le super-G fait son apparition aux championnats du monde 1987 et consacre Pirmin Zurbriggen et Maria Walliser. Le podium du super-G Hommes est royal avec Pirmin Zurbriggen, Marc Girardelli et Markus Wasmeier. Maria Walliser gagne le super-G Femmes avec 1 s 01 d'avance sur Michela Figini et signe le doublé descente-super-G. La yougoslave Mateja Svet obtient la médaille de bronze.
Pirmin Zurbriggen gagne le géant ainsi que son deuxième titre mondial et sa quatrième médaille de ces championnats du monde le jour de ses 24 ans. Le suisse devance Marc Girardelli de seulement 7 centièmes et le jeune italien Alberto Tomba. Joël Gaspoz, qui avait course gagnée, a chuté à 3 portes de l'arrivée.
Vreni Schneider remporte le géant et son premier titre mondial. La skieuse d'Elm bat Mateja Svet de 0 s 56 et Maria Walliser, qui obtient ainsi sa troisième médaille, de 2 s 29.
La victoire d'Erika Hess dans le slalom offre le grand chelem aux suissesses ! La nidwaldienne (25 ans) dispute sa dernière saison et couronne avec ce nouveau titre mondial une carrière exceptionnelle :
- 2 globes de cristal (1982 et 1984) et 31 victoires en coupe du monde,
- 6 titres mondiaux (géant, slalom et combiné 1982, combiné 1985 et slalom et combiné 1987),
- une médaille de bronze aux Jeux Olympiques 1980 en slalom.

Mateja Svet se classe troisième et gagne ainsi une troisième médaille.
Le slalom Hommes clôture les championnats du monde et accouche d'un résultat surprenant avec la victoire de l'allemand Frank Wörndl et un podium sans suisses. Günther Mader gagne une deuxième médaille (argent), Marc Girardelli échoue à la quatrième place à 8 centièmes du podium et Pirmin Zurbriggen abandonne.
L'équipe de France ne ramène aucune médaille pour la première fois depuis les Jeux Olympiques d'Oslo 1952.

## Palmarès

### Hommes
| Épreuves | Or                | Argent            | Bronze          |
| -------- | ----------------- | ----------------- | --------------- |
| Descente | Peter Müller      | Pirmin Zurbriggen | Karl Alpiger    |
| Super-G  | Pirmin Zurbriggen | Marc Girardelli   | Markus Wasmeier |
| Géant    | Pirmin Zurbriggen | Marc Girardelli   | Alberto Tomba   |
| Slalom   | Franck Wörndl     | Günther Mader     | Armin Bittner   |
| Combiné  | Marc Girardelli   | Pirmin Zurbriggen | Günther Mader   |

### Femmes
| Épreuves | Or              | Argent          | Bronze              |
| -------- | --------------- | --------------- | ------------------- |
| Descente | Maria Walliser  | Michela Figini  | Regine Mösenlechner |
| Super-G  | Maria Walliser  | Michela Figini  | Mateja Svet         |
| Géant    | Vreni Schneider | Mateja Svet     | Maria Walliser      |
| Slalom   | Erika Hess      | Roswita Steiner | Mateja Svet         |
| Combiné  | Erika Hess      | Sylvia Eder     | Tamara McKinney     |

## Tableau des médailles
| Rang | Nations           | Or | Argent | Bronze | Total |
| 1    | Suisse            | 8  | 4      | 2      | 14    |
| 2    | Luxembourg        | 1  | 2      | 0      | 3     |
| 3    | RFA               | 1  | 0      | 3      | 4     |
| 4    | Autriche          | 0  | 3      | 1      | 4     |
| 5    | Yougoslavie       | 0  | 1      | 2      | 3     |
| 6    | Italie États-Unis | 0  | 0      | 1      | 1     |